# Kościół św. Jakuba w Piotrkowie Kujawskim
Kościół Świętego Jakuba w Piotrkowie Kujawskim – rzymskokatolicki kościół parafialny w Piotrkowie Kujawskim, w powiecie radziejowskim, w województwie kujawsko-pomorskim. Należy do parafii św. Jakuba w dekanacie piotrkowskim. Mieści się przy ulicy Św. Ducha.

## Historia
W połowie XVI stulecia Piotr Piotrowski, kanonik włocławski i proboszcz piotrkowski, a jednocześnie kolator świątyni, wybudował nowy, murowany kościół, konsekrowany w 1555 roku przez biskupa Jana Drohojowskiego, pod wezwaniem świętego Jakuba i świętego Witalisa, Bożego Ciała i Matki Bożej. To ostatnie wezwanie prawdopodobnie było związane z tym, że wtedy znajdowała się w świątyni gotycka rzeźba przedstawiająca Matkę Bożą trzymającą Pana Jezusa, odbierająca kult szczególny. Nota bene: rzeźba ta znajduje się do dziś w głównym ołtarzu świątyni. W pierwszej połowie XVIII stulecia świątynia została nieco przebudowana. Duża wieża, która zagrażała bezpieczeństwu całej budowli, została zastąpiona inną, drewnianą o lżejszej konstrukcji. Wkrótce została zasygnalizowana potrzeba gruntownego remontu świątyni, w 1791 roku określono nawet zakres przewidzianych prac. Plany te zostały zrealizowane w latach 1810–1812 przez proboszcza oraz sufragana włocławskiego i oficjała, a w przyszłości biskupa lubelskiego, Marcelego Dzięcielskiego. W czasie tych prac została wybudowana nowa, dosyć okazała wieża. Ta jednak w kilkadziesiąt lat później ponownie zagrażała bezpieczeństwu. Dlatego w 1864 roku proboszcz Jan Sobecki rozbudował kościół. Przedłużono go o dwa przęsła, wybudowano całkowicie nową wieżę oraz dobudowano kaplice boczne, a także odnowiono wnętrze i wyzłocono ołtarze. Fakt ten upamiętnia zachowana tablica pamiątkowa, wmurowana na zewnątrz. Budowla była remontowana w latach 1922, 1950 i 1975. Zostały wymalowane również kraty i kaplice boczne. W latach 1982–1983 świątynia została pokryta nawą dachówką karpiówką, a wieże blachą miedzianą.

## Architektura i wyposażenie
Jest to świątynia późnogotycka z nowszą neogotycką częścią zachodnią i wieżą, zbudowana z czerwonej cegły, orientowana, o jednej nawie. Prezbiterium jest dwuprzęsłowe, zamknięte wielobocznie, posiada nową zakrystię i przedsionek od strony północnej. Szersza prostokątna nawa, posiada sklepienie sieciowe. Ołtarz główny w stylu barokowym pochodzi z około 1700 roku. Gotycka rzeźba – Pietà pochodzi z około 1400 roku. Srebrny krzyż i wota pochodzą z XVIII stulecia. W górnej kondygnacji głównego ołtarza znajduje się obraz Chusta św. Weroniki, ośmioboczny, z XVIII stulecia. W ołtarzu bocznym mieści się rzeźba Chrystusa Ukrzyżowanego z XVII stulecia z metalowym perizonium i koroną. Krucyfiks barokowo-ludowy pochodzi z XVIII stulecia.